# 纳加季诺湾区
纳加季诺湾区（俄語：район Нагатинский Затон）是莫斯科南行政区的一区，面积9.79平方公里，人口120,779人。卡希拉站、科洛缅斯科耶站、科技园站和纳加季诺湾站位于此区内。